# Sinterizzazione
La sinterizzazione è un particolare processo di lavorazione ad elevata temperatura che realizza un oggetto mettendo della polvere di materiale in uno stampo e riscaldando a temperatura alta, ma inferiore alla temperatura di fusione del materiale medesimo.
La sinterizzazione, come la fusione, può essere svolta a pressione atmosferica o a pressione elevata. Nel primo caso è preceduta da un'operazione di compattazione delle polveri. La sinterizzazione può essere anche in effetti intesa come un processo di densificazione di un compatto di polveri con riduzione della porosità interstiziale.

## Descrizione
Con questa metodologia di lavorazione grani di polvere si saldano tra loro ad alta temperatura: ne risulta un componente più granuloso e fragile rispetto ad un pezzo ottenuto per fusione.
Questa tecnica riesce a formare un pezzo a una temperatura più bassa di una fusione, e per alcune forme semplici può non richiedere lavorazioni meccaniche successive. Può essere impiegata per metalli o polimeri. Ad esempio viene utilizzata per produrre materiali dotati di proprietà particolari, che non avrebbero se fossero creati con altre tecniche. Un altro impiego è per pezzi economici che non richiedono alte caratteristiche di resistenza, come piccoli ingranaggi o alcuni supporti meccanici. Un altro impiego ancora è per esempio per il carburo di tungsteno, che è troppo fragile e richiede temperature di fusione o sinterizzazione troppo elevate per essere usato puro, perciò viene sinterizzata una miscela di polveri di carburo di tungsteno con polveri di altri materiali (che fungono da matrice).

## Metodi di sinterizzazione

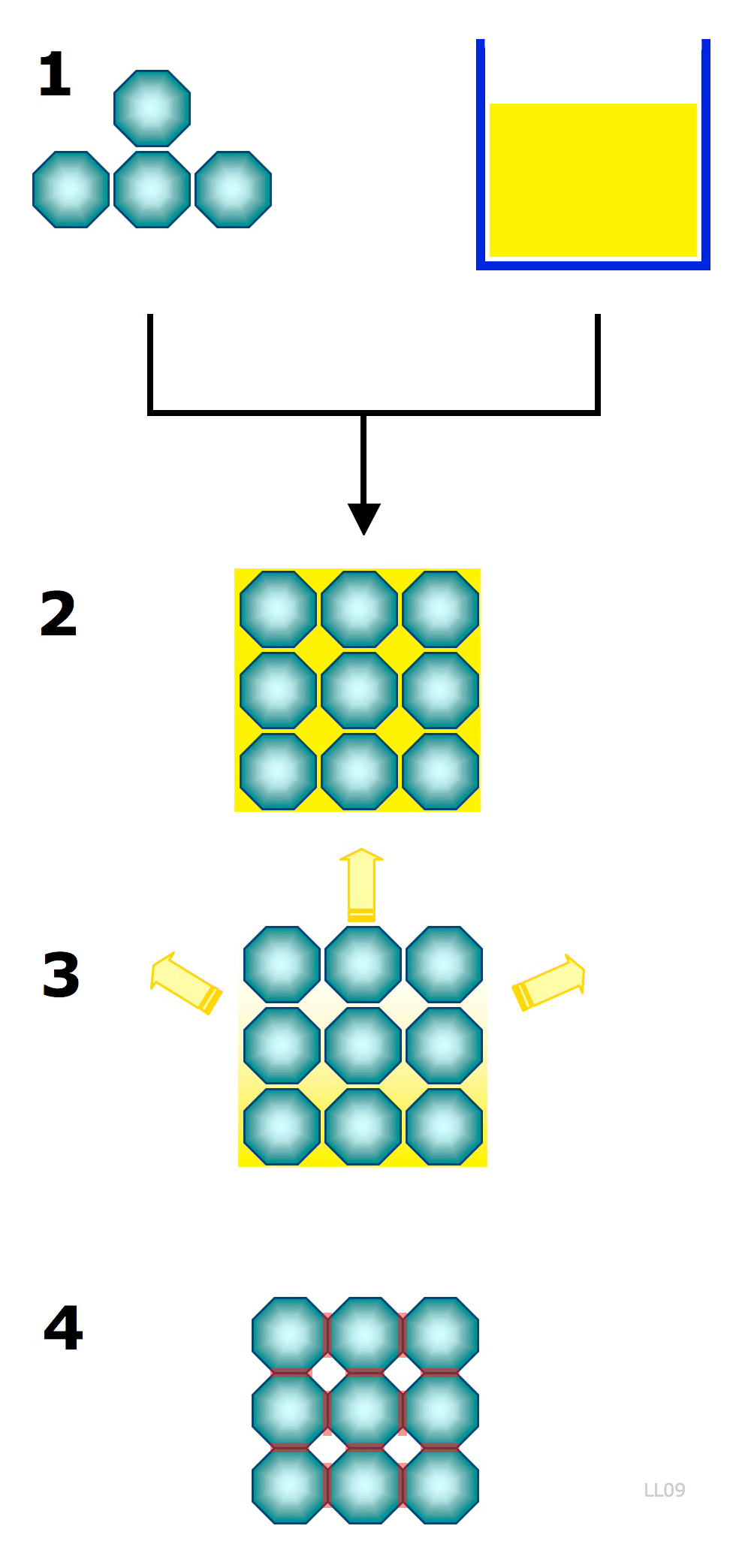
Rappresentazione di un particolare processo di sinterizzazione (stampaggio a iniezione delle polveri)

### Sinterizzazione termica
La polvere è pressata in uno stampo dotato di forma opportunamente disegnata, spesso con l'aggiunta di leganti polimerici per tenere assieme l'oggetto una volta estratto. Il verde (ovvero il pressato crudo che esce dallo stampo) viene trasferito in un forno in grado di eseguire un ciclo di de-binding o de-waxing in cui viene eliminato il legante polimerico e poi un ciclo di vera e propria sinterizzazione in cui i grani di cui è composto si uniscono tra loro. L'oggetto così ottenuto ha una forma molto simile a quella dell'oggetto definitivo. I tempi di processo e le temperature sono correlate con le dimensioni e la natura del materiale che costituisce i componenti. Tipicamente possono durare da svariati minuti a giorni per temperature comprese tra 400 e oltre 2000 °C.

### Sinterizzazione termomeccanica
In questa famiglia di sinterizzazioni il riscaldamento ed il mantenimento della temperatura viene aiutato dal controllo della pressione meccanica dei sinterizzati.
Un esempio di sinterizzazione termomeccanica è la cosiddetta pressatura isostatica a caldo (HIP, dall'inglese Hot Isostatic Pressing), eseguita in stampi opportunamente progettati per comprimere in maniera omogenea il compatto di polveri attraverso la pressione esercitata da un gas o un liquido. Il valore della pressione per tale processo si aggira tipicamente intorno a 20-50 MPa mentre i valori della temperatura si aggirano intorno a 600-2100 °C.

### Sinterizzazioni elettro-termica o elettro-termo-meccanica
Quando le polveri sono riscaldate più o meno indirettamente con l'ausilio di campi elettromagnetici ed in particolare di correnti elettriche, subentrano diversi fenomeni legati al comportamento dei materiali con il campo elettromagnetico. Negli ultimi anni sono state ampio oggetto di ricerca all'estero dagli anni sessanta in avanti ed in Italia stanno prendendo sempre più piede anche grazie ai ridotti consumi energetici. Assorbono tutta l'energia richiesta dalla rete elettrica senza bruciare gas o idrocarburi per riscaldare un forno e portano la corrente efficientemente e limitatamente alla zona interessata che in genere consiste in uno stampo di grafite. Nuove tecnologie in grado di concentrare tutta l'energia elettromagnetica solo sulle polveri variano dalla sinterizzazione con laser (Selective Laser Sintering o SLS) alla sinterizzazione con formazione di scintille e plasma (Spark Plasma Sintering o SPS) per arrivare agli estremi delle sinterizzazioni a singolo impulso come la sinterizzazione a scarica capacitiva (Capacitor Discharge Sintering o CDS).

## Applicazioni

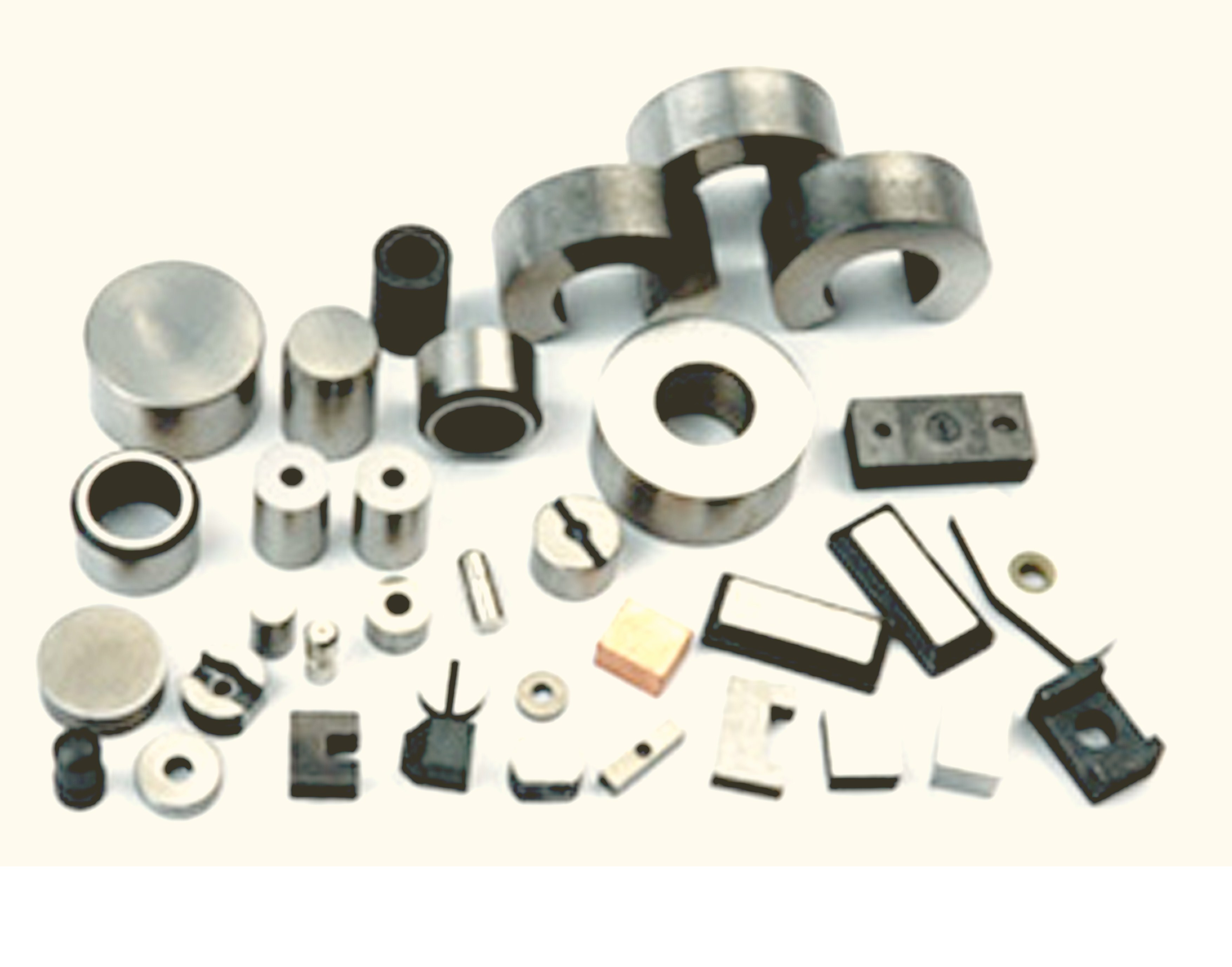
Pezzi in materiale metallico sinterizzato.

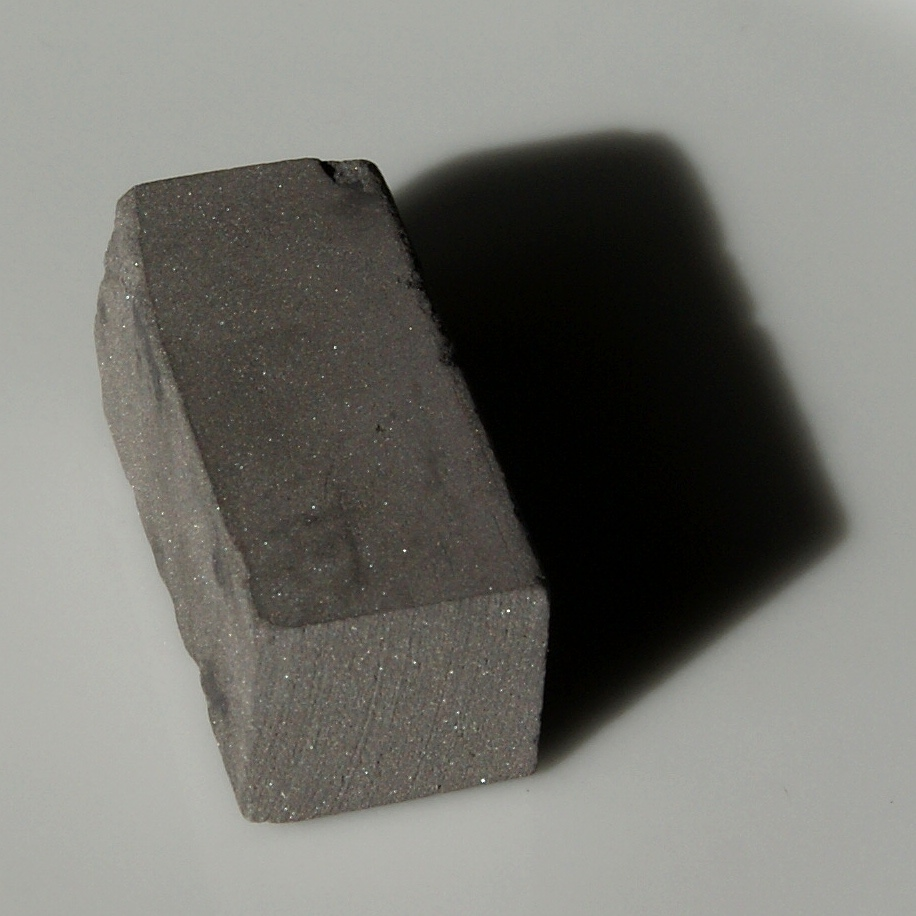
Tungsteno sinterizzato.

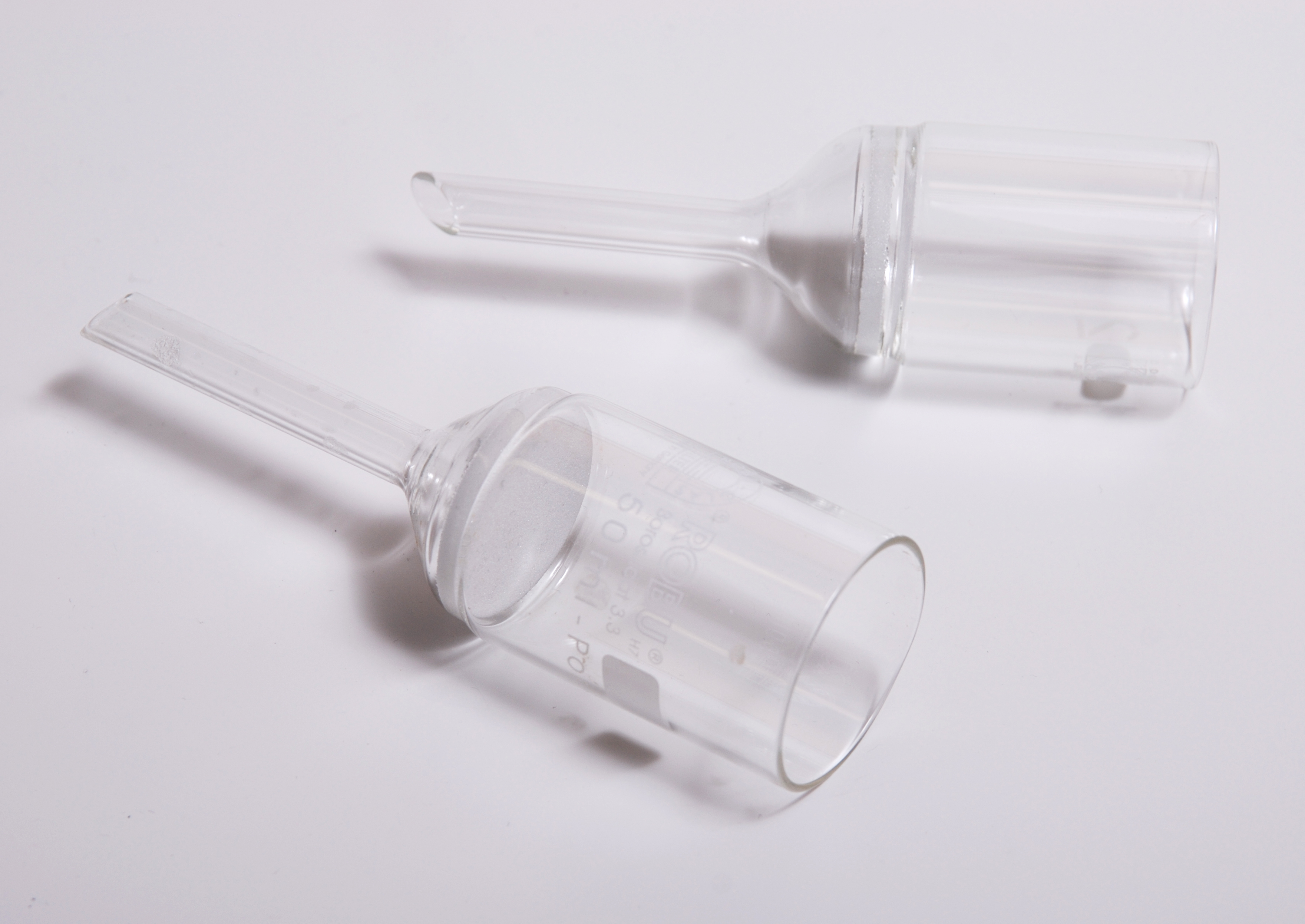
Imbuto in vetro con filtro in vetro sinterizzato.

Tra le principali applicazioni della sinterizzazione vi è la produzione di filtri in materiali rigidi e di inserti in carburo di tungsteno cementato (metallo duro o widia) per il taglio dei metalli alle macchine utensili.
Si costruiscono anche bielle, rotori per pompe a lobi, pulegge, ingranaggi e componenti per ammortizzatori.
Tramite sinterizzazione si ottiene il cermet.
Inoltre questo processo viene utilizzato per migliorare le "paste" delle superfici frenanti dei veicoli (ferodi).
Erano realizzate tramite sinterizzazione le camme a profilo multiplo impiegate nelle calcolatrici meccaniche Olivetti prodotte negli anni settanta, ed operanti fino a 15 cicli al secondo.
Un altro utilizzo massiccio è per i conduttori elettrici sottoposti ad attrito quali le spazzole degli alternatori, i pantografi, e le aste di captazione filoviaria, composti di rame e grafite sinterizzati. 
L'aggiunta di diamante sintetico alle polveri metalliche, permette di produrre utensili diamantati per svariati utilizzi, dalla lavorazione ed il taglio della pietra e dei materiali tecnici alla lucidatura di superfici.
Nel campo dell'ingegneria chimica, il processo di sinterizzazione è sfruttato per la produzione di alcune membrane.
In ingegneria elettronica la sinterizzazione è utilizzata per ottenere trasformatori con nuclei magnetici di ferriti a piccola isteresi magnetica, in maniera tale da ridurre le perdite nelle applicazioni ad alta frequenza.
La sinterizzazione è utilizzata anche per la realizzazione di strati metallici nella fabbricazione di dispositivi a semiconduttore.
Le pile, in particolare quelle al Ni-Cd sono composte da piastre sinterizzate.
Le pastiglie di ossido di uranio usate nei reattori nucleari di potenza moderati ad acqua leggera sono prodotte attraverso la sinterizzazione della polvere di ossido di uranio.
La tecnica della sinterizzazione si è diffusa anche nella gioielleria per i metalli preziosi (oro, argento e platino) ed è da sempre stata impiegata per i filamenti di tungsteno e per i componenti in molibdeno.